# Грудень 2020
Грудень 2020 — дванадцятий місяць 2020 року, що розпочався у вівторок 1 грудня та закінчився у четвер 31 грудня.

## Події
- 1 грудня
  - Національний науковий фонд США повідомив про руйнування гігантського радіотелескопу Аресібської обсерваторії, який функціонував протягом 57 років[1].
  - Спускний апарат китайської АМС Чан'е-5 здійснив м'яку посадку на Місяці, він візьме зразки грунту, які вирушить на Землю[2]
- 2 грудня
  - Вакцина проти COVID-19: Велика Британія першою схвалила використання вакцини BNT162b2 проти COVID-19, розробленої компаніями Pfizer and BioNTech[3].
  - Верховна Рада України прийняла в першому читанні закон Про віртуальні активи[4].
- 4 грудня
  - Прем'єр-міністром Чорногорії став Здравко Кривокапич[5].
- 5 грудня
  - Коронавірусна хвороба 2019 у Росії: у країні розпочато масову вакцинацію вакциною власного виробництва Гам-КОВИД-Вак, попри відсутність надійних даних про її ефективність[6].
  - Японський космічний зонд Хаябуса-2 вперше в історії доставив на Землю два зразки породи астероїда Рюгу. Місія тривала 6 років.[7]
- 6 грудня
  - Здійснено запуск до МКС місії SpaceX CRS-21 за допомогою вантажного корабля нового покоління Dragon 2 компанії SpaceX[8].
- 7 грудня
  - У Гані на виборах президента[en] вдруге переобрано Нана Аддо Данква Акуфо-Аддо[9].
- 8 грудня
  - Коронавірусна хвороба 2019 у Великій Британії: Велика Британія першою у світі розпочала масову вакцинацію проти COVID-19 з використанням вакцини BNT162b2[10].
- 10 грудня
  - Тестовий космічний апарат Starship SN8 вперше піднявся на висоту 12,5 км, але вибухнув під час посадки на майданчик[11][12]
- 11 грудня
  - Журнал Time назвав «Людиною року» Джо Байдена та Камалу Гарріс[13].
  - Лауреатами премії Книга року BBC-2020 стали Сергій Сергійович (Saigon), Уляна Чуба та Оксана Забужко[14].
- 12 грудня
  - На Чемпіонаті Європи зі спортивної гімнастики серед чоловіків збірна України виграла «золото» в командному багатоборстві. На другому місці — команда Туреччини, на третьому — Ізраїлю.[15]
- 14 грудня
  - Коронавірусна хвороба 2019 у Сполучених Штатах Америки: США стали другою країною у світі, де розпочато масову вакцинацію проти COVID-19 з використанням вакцини BNT162b2[16].
  - Повне сонячне затемнення (Сарос 142), яке можна спостерігати над Тихим океаном, Південною Америкою та Атлантичним океаном[17].
- 15 грудня
  - Tesla Model S і Tesla Model X тимчасово (із 24 грудня по 11 січня) припинять збирати на заводах Tesla через падіння попиту на них[18]
- 16 грудня
  - Китайський космічний апарат «Чан'е-5» успішно завершив місію зі збору місячного ґрунту — на Землю приземлилася капсула зі зразками.[19]
- 17 грудня
  - На 61-му році життя в Берліні від ускладнень, спричинених COVID-19, помер чинний міський голова Харкова Геннадій Кернес[20].
  - ФІФА вручила щорічні нагороди для найкращих — наукращим гравцем став поляк Маріуш Левандовський, тренером — німець Юрген Клопп, найкращою футболісткою — англійка Люсі Бронз[21].
- 19 грудня
  - Вартість Біткойна вперше зросла до 24 000 доларів[22]
- 20 грудня
  - На Чемпіонаті Європи зі спортивної гімнастики серед жінок збірна України вперше в історії виграла «золото» в командному багатоборстві. На другому місці — команда Румунії, на третьому — Угорщини.[23]
  - Британський прем'єр-міністр Борис Джонсон заявив, що у Великій Британії з'явився новий штам коронавірусу, який на 70 % заразніший; через оголошення карантину велика кількістю людей скупчилася на вокзалах Лондона, у Франції тисячі фур 2 доби чекали на в'їзд до Британії; низка країн Європи та світу припинили сполучення із Британієї попри те, що в кількох країнах вже є хворі на цей новий штам[24]
- 21 грудня
  - Відбулось велике з'єднання: Юпітер та Сатурн були розташовані на відстані на 0,1° один від одного. Це найбільше зближення планет після 1623 року.[25]
- 23 грудня
  - Коронавірусна хвороба 2019 в Україні: кількість хворих у країні перевищила 1 мільйон[26].
  - Франція зняла транспортну блокаду Британії, перед цим на кордоні у Франції скупчилася велика кількість фур, що не могли потрапити до Британії[27]
- 24 грудня
  - Велика Британія та Європейський Союз за сім днів до Brexit уклали угоду про торгівлю[28].
- 26 грудня
  - Європейський Союз розпочав масову вакцинацію від коронавірусу[29][30].
- 29 грудня
  - У Хорватії сталася серія землетрусів, найбільший — магнітудою 6,4 бала. Семеро людей загинуло, понад 20 поранені[31].